# Kavajë (district)
Kavajë (Albanees: Rrethi i Kavajës) is een van de 36 districten van Albanië. Het heeft 105.000 inwoners en een oppervlakte van 393 km². Het district ligt in het westen van het land in de prefectuur Tirana. De hoofdstad is de stad Kavajë.

## Gemeenten
Kavajë telt tien gemeenten, waarvan twee steden.
- Golem
- Gosë
- Helmës
- Kavajë (stad)
- Kryevidh
- Lekaj
- Luz i Vogël
- Rrogozhinë (stad)
- Sinaballaj
- Synej

## Bevolking
In de periode 1995-2001 had het district een vruchtbaarheidscijfer van 2,35 kinderen per vrouw, hetgeen lager was dan het nationale gemiddelde van 2,47 kinderen per vrouw.
Berat · Bulqizë · Delvinë · Devoll · Dibër · Durrës · Ëlbasan · Fier · Gjirokastër · Gramsh · Has · Kavajë · Kolonjë · Korçë · Krujë · Kuçovë · Kukës · Kurbin · Lezhë · Librazhd · Lushnjë · Malësi e Madhe · Mallakastër · Mat · Mirditë · Peqin · Përmet · Pogradec · Pukë · Sarandë · Skrapar · Shkodër · Tepelenë · Tirana · Tropojë · Vlorë